# 히로촌 (효고현)
히로촌(広村)은 효고현 시카마군에 있던 촌이다. 현재의 히메지시에 해당한다.

## 역사
- 1889년 4월 1일 - 정촌제 시행에 의해  시키사이군 다카하마촌이 성립하였다.
- 1894년 3월 5일 - 히로촌으로 개칭되었다.
- 1896년 4월 1일 - 시카마군이 성립하여 소속이 변경되었다.
- 1941년 4월 1일 - 니시노미야시에 편입해, 동일 고토촌은 폐지되었다.

## 참고문헌
- 大日本篤農家名鑑編纂所編『大日本篤農家名鑑』大日本篤農家名鑑編纂所、1910年。
- 『가도카와 일본 지명 대사전 28 兵庫県』。